# المعلق (عفيف)
المعلق، هو مركز إماره يقع في محافظة عفيف، والتابعة لمنطقة الرياض في السعودية. ويبعد المعلق عن محافظة عفيف بمسافة تقارب (47) كم.

المعلّق ابار مياه جاهليه؛ كانت تردها القبائل والاسر.
وكان يردها الشيخ جزيّان بن صقر وجماعته السلسه من ذوي عطيه بإبلهم وحلالهم حتى استوطنها وبداء بتأسيس الهجره في عام 1355هـ واصبح اميراً عليها حتى توفي رحمه الله في عام 1368 هـ
وخلفه بعده ابنه الشيخ جازي بن جزيان واصبح اميراً لها وتوفي الشيخ جازي بن جزيّان رحمه الله في عام 1409 هـ
وخلفه بعده الشيخ صنت بن جازي بن جزيان واصبح اميراً لها ورئيساً لمركزها حتى عام 1438هـ
وخلفه بعده ابنه الشيخ فيصل بن صنت بن جزيّان ولا يزال.